# 小行星6682
小行星6682（英語：6682 Makarij）是一颗围绕太阳公转的小行星。1973年9月25日，柳德米拉·瓦斯列娜·朱然勒娃在克里米亚发现了此天体。
这颗小行星的绝对星等为50.33866294292829等。